# Petrálona (ort i Grekland, Mellersta Makedonien)
Petrálona (Petralona) är en ort i Grekland.   Den ligger i prefekturen Chalkidike och regionen Mellersta Makedonien, i den nordöstra delen av landet, 270 km norr om huvudstaden Aten. Petrálona ligger 258 meter över havet och antalet invånare är 348.
Terrängen runt Petrálona är kuperad åt nordost, men åt sydväst är den platt. Runt Petrálona är det ganska tätbefolkat, med 62 invånare per kvadratkilometer. Närmaste större samhälle är Néa Moudhaniá, 17,5 km sydost om Petrálona. Trakten runt Petrálona består till största delen av jordbruksmark.